# 鞍山鋼鉄集団
鞍山鋼鉄集団公司（あんざんこうてつしゅうだんこうし）は、中華人民共和国（中国）遼寧省に本拠を置く鉄鋼企業である。略称は「鞍鋼」。満洲国に存在した昭和製鋼所を母体として1948年に成立した。
遼寧省鞍山市鉄西区を本拠とし、遼寧省内の営口市や朝陽市にも生産拠点（製鉄所）を置く。粗鋼の年間生産能力は約2500万トン。イギリスの金属情報誌メタル・ブリテンによれば、粗鋼の生産量は世界第11位、中国では第6位（2009年時点）である。四川省攀枝花市を拠点とする攀鋼集団有限公司とともに鞍鋼集団公司の傘下で、同社が100%出資する。攀鋼集団のほかにも遼寧省本渓市の鉄鋼企業本渓鋼鉄と提携、鞍本鋼鉄集団を設立している。
傘下の鞍鋼股分有限公司（あんこうこふんゆうげんこうし、略称「鞍鋼股分」）は1997年5月8日成立の上場企業で、深圳証券取引所（A株、コードは000898）と香港証券取引所（H株、コードは0347）に上場する。鞍鋼股分の株式の67.29%を鞍山鋼鉄集団が保有する。主な出資先に、ドイツ・ティッセンクルップ（漢字表記：蒂森克虜伯）との合弁亜鉛めっき鋼板メーカー・鞍鋼新軋-蒂森克虜伯鍍鋅鋼板有限公司がある。
2005年、同じ国営系の本溪鋼鉄と統合して鞍本鋼鉄集団となり、さらに2009年には攀鋼集団（四川省）、北台鋼鉄集団（遼寧省）との統合も行われたが、鞍山鋼鉄と本溪鋼鉄との間では相違があり、後に喧嘩別れと形容される形で分離した。
世界鉄鋼協会 (WSA) の加盟企業の一つである。